# Wu Chan-siung
Wu Chan-siung, čínsky pchin-jinem Wú Hànxióng, znaky zjednodušené 吴汉雄 (* 21. ledna 1981 Šan-tchou) je bývalý čínský sportovní šermíř, který se specializoval na šerm fleretem. Čínu reprezentoval v prvním desetiletí jednadvacátého století. Na olympijských hrách startoval v roce 2004 v soutěži jednotlivců a družstev. V roce 2002 obsadil třetí místo na mistrovství světa v soutěži jednotlivců. S čínským družstvem fleretistů vybojoval na olympijských hrách 2004 bronzovou olympijskou medaili. V roce 2003 obsadil s družstvem fleretistů na mistrovství světa druhé místo.